# Municipio de Springfield (condado de York)
El municipio de Springfield (en inglés: Springfield Township) es un municipio ubicado en el condado de York en el estado estadounidense de Pensilvania. En el año 2000 tenía una población de 3,889 habitantes y una densidad poblacional de 57 personas por km².

## Geografía
El municipio de Springfield se encuentra ubicado en las coordenadas 39°51′00″N 76°45′29″O / 39.85000, -76.75806.

## Demografía
Según la Oficina del Censo en 2000 los ingresos medios por hogar en la localidad eran de $59,250 y los ingresos medios por familia eran $63,281. Los hombres tenían unos ingresos medios de $41,513 frente a los $27,197 para las mujeres. La renta per cápita para la localidad era de $27,410. Alrededor del 4,4% de la población estaban por debajo del umbral de pobreza.